# 亨利县 (佐治亚州)
亨利縣（英語：Henry County, Georgia）是美國喬治亞州西北部的一個縣。面積840平方公里。根據美國2000年人口普查，共有人口119,341人，2005年人口167,848人。縣治麥克多諾（McDonough）。
成立於1821年5月15日，以紀念美國開國元勳、美國獨立後首任維吉尼亞州州長派屈克·亨利（Patrick Henry）。